# Marianne Peltomaa
Marianne Peltomaa, född 1951 i Helsingfors, är en finlandssvensk författare. Hon har läst biologi och biokemi vid Åbo Akademi och arbetat som högstadielärare på Åland. För över trettio år sedan blev hon förlagsanställd och är i dag läromedelschef på Schildts & Söderströms.
Peltomaa debuterade som författare 1990 med diktsamlingen Det redan sagda och har sedan dess utkommit med ett antal romaner och kriminallitteratur. Hennes romaner Juni och En riktig familj tilldelades Svenska litteratursällskapet i Finlands pris 1997 och 2003. Romanen Resan var nominerad för Runebergspriset 1999 och kriminalromanen Inget ljus i tunneln var Finlands kandidat för det nordiska deckarpriset Glasnyckeln 2005. Finländsk TV gjorde 2011 en tvådelad minithriller baserad på Inget ljus i tunneln. Flera av Peltomaas romaner och kriminalromaner har översatts till finska. 